# Alberico Benedicenti
Alberico Benedicenti (Mondovì, 29 maggio 1866 – Villafranca in Lunigiana, 2 febbraio 1961) è stato un farmacologo e chimico italiano di grande fama e docente nelle università di Cagliari, Camerino, Messina e Genova, collega e amico di Pietro Ferrari. 
Nacque a Mondovì da Luigi Benedicenti e Carolina Caimi.
Autore di numerosi studi è particolarmente noto per quelli riguardanti il metabolismo dei corpi chetonici e l'adrenalina. 
Benedicenti è fra i primi studiosi ad utilizzare le conoscenze e i metodi chimici e chimico-fisici per lo studio della fisiologia umana.
È sepolto nella cappella di famiglia nel cimitero di San Maurizio a Mocrone. A lui è intitolata la via principale del paese e la piazza principale dove si trova una sua statua.
Valoroso antifascista partecipò alla lotta di liberazione dal nazi-fascismo scrivendo pagine fulgide di moralità mescolata a generosità ed umilta.